# Bernardo De Dominici
Bernardo De Dominici, o de' Dominici (Napoli, 1683 – Napoli, 1759), è stato un pittore, storico dell'arte e biografo italiano di epoca tardo-barocca, attivo principalmente a Napoli.

## Biografia
Dipinse numerosi paesaggi, vedute marine e scene popolari di genere, affini a quelle dipinta dai bamboccianti. Il padre Raimondo, che era di origine maltese, fu allievo, insieme alla sorella Maria De Dominici, del pittore Mattia Preti, che lo stesso Bernardo conobbe all'età di quattordici anni, durante il suo unico soggiorno a Malta, insieme al padre. Questi, a Napoli, lavorò presso la bottega di Luca Giordano.
Nel 1727 Bernardo De Dominici pubblicò una biografia di Luca Giordano che resta fondamentale. È ricordato come il Vasari napoletano, dopo aver dato alle stampe, in tre volumi, una raccolta di brevi biografie di artisti partenopei, dal titolo Vite de' pittori, scultori ed architetti napoletani, in cui vengono narrate vita e carriera di decine di artisti, alcuni dei quali probabilmente inventati, soprattutto nei primi due tomi. Le biografie sono condite da fantasiosi aneddoti.

## Scritti
- Bernardo De Dominici, Vite de pittori, scultori ed architetti napoletani non mai date alla luce da autore alcuno dedicate agli eccellentiss. signori, eletti della fedelissima città di Napoli, Napoli, Stamperia Ricciardi, 1742-1745, SBN MODE026186.
- Bernardo De Dominici, Cavaliere Fra Mattia Preti, Malta, Zefirino Micallef, 1864.